# 志田諄一
志田 諄一（しだ じゅんいち、1929年1月29日  - 2011年12月21日）は、日本の歴史学者。

## 人物・来歴
山形県生まれ。明治大学大学院文学研究科博士課程修了、1998年「常陸国風土記と説話の研究」で史学博士。茨城キリスト教大学教授、学長、99年定年退職、名誉教授。茨城県教育委員長、元日立市郷土博物館館長、日本古代史・古代中世氏族研究の研究者。
茨城県文化財保護審議会委員、県教育委員長を歴任。
2005年、瑞宝中綬章を受章した。
武田氏の発祥について､
現在では、1968年に志田諄一が『勝田市史』において発祥を清光（新羅三郎義光）の三男（次男とも）である源義清が常陸国那珂郡武田郷を本貫として武田姓を名乗ったとする説が提唱され、以来定説として支持されている。

## 著書
- 『古代氏族の性格と伝承』雄山閣、1971
- 『日本霊異記とその社会』雄山閣、1975
- 『風土記の世界』教育社歴史新書 日本史 1979.9
- 『東海村の今昔 村人の信仰と生活』(ふるさと文庫)崙書房、1981.10
- 『中世常陸の農村社会 多珂郡赤浜妙法寺過去帳を読む』(ふるさと文庫)筑波書林、1984.5
- 『古代日本精神文化のルーツ』日本書籍、1984.9
- 『東海村の今昔 続』 (ふるさと文庫)崙書房、1984.10
- 『東海村の歴史地名』(ふるさと文庫)筑波書林、1987.6
- 『佐竹氏とその時代』(舞鶴叢書) 常陸太田市秘書課 編、常陸太田市、1988.3
- 『常陸五山の山岳信仰』(ふるさと文庫)筑波書林、1988.9
- 『中世常陸の土豪と農民』(ふるさと文庫)筑波書林、1989.11
- 『風土記を読む』崙書房出版茨城営業所、1989.12
- 『高萩の昔ばなし』 (ふるさと文庫)筑波書林、1990.12
- 『常陸国風土記と神仙思想』筑波書林、1997.5
- 『常陸国風土記』と説話の研究』雄山閣出版、1998.9
- 『金砂大祭礼の歴史』茨城新聞社、2002.5
- 『寺社の縁起と伝説』 (ふるさと文庫) 崙書房出版茨城営業所、2005.7

### 共著
- 『茨城の将門』 (いばらき新書) 瀬谷義彦,江原忠昭 共著、茨城新聞、1976
- 『竪破山黒前神社ものがたり』岡部英男, 岩波秀俊共著、竪破山黒前神社奉賛会、1990.11
- 『マンガで学ぶ茨城の歴史 新装版』生田目靖志共監修, 高橋達央 作画、茨城新聞社、1999.5